# Doug Savant
Doug Savant (Burbank, Kalifornija, 21. lipnja 1964.) je američki glumac. Najpoznatiji je po ulozi Toma Scava u TV seriji "Kućanice", kao i po ulozi Matta Fieldinga u TV seriji "Melrose Place".